# Gate Pa
Gate Pa ou Gate Pā  est une banlieue de la cité de Tauranga, située dans la région de la Bay of Plenty  située dans l'Île du Nord de la Nouvelle-Zélande.

## Histoire
C’est la localisation de la bataille du Gate pa (en) survenue en 1864 lors de la campagne de Tauranga (en) au cours des guerres maories.

## Éducation
- L’école de Gate Pa School est une école d’état, mixte, assurant le primaire, allant de l’année 1 à 6 [1] , [2] avec un effectif de 290 élèves en mars 2019 [3].

- Tauranga Girls' College (en) est une école secondaire pour filles, fondée en 1958[4] , [5] avec un effectif de 1 392 élèves[6].